# The Unveiling Ceremonies of the McKinley Memorial, Canton, Ohio, September 30, 1907
The Unveiling Ceremonies of the McKinley Memorial, Canton, Ohio, September 30, 1907 è un cortometraggio muto del 1907. Il nome del regista non viene riportato nei credit.
Il 30 settembre 1907 venne inaugurato a Canton il McKinley Memorial, dedicato al presidente William McKinley che il 6 settembre 1901 era stato colpito dai colpi di un attentatore a Buffalo durante la cerimonia di apertura dell'Esposizione panamericana. Il presidente morì in seguito alle ferite alcuni giorni dopo, il 14 settembre.

## Produzione
Il documentario, che fu prodotto dalla Essanay Film Manufacturing Company, venne girato a Canton, nell'Ohio, città che era stata eletta a residenza di William McKinley prima che l'uomo politico diventasse presidente degli Stati Uniti.

## Distribuzione
Il film - un cortometraggio di una bobina - uscì nelle sale cinematografiche USA il 12 ottobre 1907.